# Gai Antisti Regí
Gai Antisti Regí (en llatí: Caius Antistius Reginus) va ser un militar romà del segle i aC.
Era llegat de Juli Cèsar a la Gàl·lia. L'any 52 aC, al final de la guerra de les Gàl·lies es va estacionar amb els ambivarets per passar l'hivern, amb la Legió XI Claudia.
Ciceró parla d'un Regí que era amic seu i probablement es refereix a aquest personatge que diu que tenia el comandament naval de la mar Tirrena. Sota August va exercir la magistratura de triumvir segons apareix en algunes monedes.